# Gare d'Hudimesnil
La gare d'Hudimesnil est une gare ferroviaire française (fermée) de la Ligne de Lison à Lamballe, située au lieu-dit La Gare sur le territoire de la commune d'Hudimesnil, dans le département de la Manche en région Normandie. 

## Situation ferroviaire
Établie à 93 m d'altitude, la gare d'Hudimesnil est située au point kilométrique (PK) 69,919 de la ligne de Lison à Lamballe entre les gares de Cérences (fermée) et de Folligny (ouverte).

## Histoire
En 1886, tous les trains s'arrêtent à la « halte de Hudimesnil » qui est située dans une courbe de 600 mètres de rayon. Du fait de cette particularité, il est demandé au chef de halte d'être particulièrement vigilant au service du passage à niveau.

## Service des voyageurs
Gare fermée.